# Ex Libris: The New York Public Library
Ex Libris: The New York Public Library é um filme-documentário estadunidense de 2017 dirigido e escrito por Frederick Wiseman, que segue a história da Biblioteca Pública de Nova Iorque. Foi lançado na seção principal do Festival Internacional de Cinema de Veneza em 4 de setembro, no qual venceu o prêmio da Federação Internacional de Críticos de Cinema.